# Eszterhás István
Eszterhás István (Eger, 1941. január 24.  – 2020. augusztus 2.) tanár, barlangkutató, vulkanológus.

## Élete
Az egri Tanárképző Főiskolán szerzett földrajz-biológia-rajz szakos tanári diplomát 1964-ben. Az Isztiméri Általános Iskola igazgatóhelyettese, majd igazgatója volt 1967–2001 között, nyugdíjazásáig.

## Munkássága
A Magyar Karszt- és Barlangkutató Társulat Vulkánszpeleológiai Kollektívájának vezetője (1983-tól), az UIS (Nemzetközi Szpeleológiai Unió) Pszeudokarszt Bizottságának elnöke (1977), a New York-i Felfedezők Klubjának tagja (2000) volt. Európa mintegy 3500-4000 barlangjában járt, kutatott. Több turisztikai könyv társszerzője és mintegy 200 barlangtani tanulmányt, cikket publikált hazai és külföldi folyóiratokban és tanulmánykötetekben 1981–2016 között. A Magyar Karszt- és Barlangkutató Társulattól 1999-ben Vass Imre-érem, 2010-ben Kadić Ottokár-érem, a Cambridgei Nemzetközi Életrajzi Központtól 2001-ben „A XXI. Század Kiemelkedő Kutatója” elismerést kapott. 2004-ben Isztimér díszpolgárává választották.
A Másfélmillió lépés Magyarországon sorozat Bodajktól Zircig a Bakonyban című részében ő kalauzolta a stáb tagjait az Alba Regia-barlangban és környékén.

## Művei
- A Tihanyi-félsziget barlangkatasztere; Veszprém megyei Múzeumok Igazgatósága, Veszprém, 1987 (A Bakony természettudományi kutatásának eredményei)
- Lychnis. Szemelvények a vulkáni kőzetekben keletkezett barlangok kutatásáról; szerk. Eszterhás István; Magyar Karszt- és Barlangkutató Társulat Vulkánszpeleológiai Kollektívája, Bp., 1994
- Balatonkenesei tatár-likak; Önkormányzat, Balatonkenese, 2015